# Siphlodora
Siphlodora là một phân chi thuộc chi Drosophila và có 2 loài Theo phát sinh loài, phân chi này được xếp trong nhánh virilis-repleta.